# Escudo de Machala
El escudo de armas de Machala es el símbolo heráldico que representa a la ciudad y al cantón homónimo. El creador del escudo y la bandera de Machala fue Nicolás Muñoz Silva, en 1949, que ganó un concurso realizado por el Municipio de Machala, para elegir sus símbolos cantonales. El 17 de mayo del mismo año, fue expedida la Ordenanza Municipal con la cual se legalizaron los emblemas del cantón.
El blasón está coronado por seis estrellas, que representan las parroquias del cantón. Tiene una forma rectangular, pero su base termina en punta. Consta de tres cuarteles:
- En el cuartel superior, sobre campo azul está el cuerno y la diosa de la abundancia; portando en la mano derecha un charol con frutas y en la otra, espigas de arroz, significando la abundancia dentro del cantón. En el extremo izquierdo está el dios Mercurio portando su clásica varilla con dos alas en punta, rodeada por dos culebras, emblema de la paz, el comercio y la medicina.
- En el cuartel central, está el año de 1824, fecha de creación cantonal en fondo blanco.
- La parte inferior está dividida en dos cuarteles: a la derecha se observa al Ferrocarril de El Oro y el río Jubones. En el otro cuartel destaca el faro de Puerto Bolívar proyectando su luz hacia la bahía de Huailá donde tres barcos entran al puerto. Representan el comercio exterior de la Provincia de El Oro, del cantón Machala particularmente.[2][3]